# Матан (Квебек)
Мата́н (фр. Matane), або ж - Ля Мата́н (фр. La Matane) — місто в Канаді, у провінції Квебек, у регіоні Ба-Сен-Лоран (фр. Bas-Saint-Laurent). 
Розташоване на березі річки Святого Лаврентія, навколо гірла річки Матан. 
Назва Матан (стосовно річки) вперше зафіксована Самюелем де Шамплен у 1603. Тривають суперечки щодо точного її походження, але ймовірніше за все вона походить з однієї з індіанських мов.

## Освіта
У місті є коледж - фр. cégep de Matane.